# Nilobezzia hunyani
Nilobezzia hunyani är en tvåvingeart som beskrevs av Meillon 1943. Nilobezzia hunyani ingår i släktet Nilobezzia och familjen svidknott.
Artens utbredningsområde är Zimbabwe. Inga underarter finns listade i Catalogue of Life.